# Nicole Sewell
Nicole Sewell (Perth, 4 januari 1981) is een voormalig tennisspeelster uit Australië.
Zij begon op zesjarige leeftijd met het spelen van tennis.